# Axel Höjer
Johan Axel Höjer, född 12 augusti 1890 i Visby, död 22 april 1974 i Vällingby, var en svensk läkare och generaldirektör.

## Biografi
Höjer, som var son till lektor Nils Höjer och Emmy Höjer, började 1908 studera medicin vid Karolinska Institutet och blev medicine kandidat 1911 samt medicine licentiat 1916. Han verkade i Paris 1919, där han blev bekant med sjuksköterskan Signe Dahl. De gifte sig 1920 och blev föräldrar till arkitekten Jon Höjer.
Vid sidan av sitt arbete och sociala engagemang inledde Höjer i början av 1920-talet forskning om C-vitamin och dess betydelse för bindvävscellernas mognad. Han disputerade i Stockholm 1924 för medicine doktorsgraden på avhandlingen Studies in scurvy och blev därefter docent i hygien på Fysiologiska institutionen vid Lunds universitet. Han utnämndes 1930 till förste stadsläkare i Malmö och blev 1935 generaldirektör för Medicinalstyrelsen, en tjänst som han lämnade 1952. Under Höjers tid där genomfördes flera reformer när det gäller förebyggande vård, bland annat mödrakontroll, mödrahjälp och spädbarnskontroll. Dessutom infördes allmän folktandvården.
Under Axel Höjers tid som generaldirektör för Medicinalstyrelsen utfördes kariesexperimenten vid Vipeholmsanstalten.
Höjer var vidare medlem i FN:s expertkommission för näringsfrågor samt i dess bostadskommission. Efter pensioneringen arbetade han med internationella frågor, bland annat om effekter av Vietnamkriget.

### Den Höjerska utredningen
Höjer ledde Medicinalstyrelsens utredning 1948 om den öppna vårdens omorganisation. Utredningen föreslog en satsning på förebyggande vård och en förstärkning av provinsialläkarväsendet. Förslaget motiverades bland annat av att andelen primärvårdsläkare inom läkarkåren hade minskat på grund av den kraftiga ökningen av sjukhusläkare. I utredningen polemiserade Medicinalstyrelsen mot Läkarförbundets uppfattning i fråga om primärvården. Utredningen förordade en poliklinikform där mottagningen för öppen hälso- och sjukvård skulle vara kostnadsfri eller taxebunden och drivas av samhället.
Den Höjerska utredningen var det första mer genomgripande försöket att analysera problemen inom den öppna vården. Man föreslog att det skulle inrättas hälsocentraler av olika slag. De större centralerna skulle innehålla såväl specialister som allmänläkare och förläggas till sjukhusen. De mindre skulle ha mottagningar för två eller flera allmänläkare och förläggas till provinsialläkarnas stationsorter. Höjers utredning mötte stort motstånd från läkarkåren. Han utsattes av kolleger för hätska presskampanjer och man krävde hans avgång. Till följd av invändningarna kunde utredningens förslag inte förverkligas.

### En kontroversiell läkare och generaldirektör
Höjers kombination av pacifism, socialism, antiklerikalism, antinazism och helnykterhet ledde till en politisk förföljelse i Sydsvenska Dagbladet och Aftonbladet. Från ett arbete som lärare på Södra Sveriges Sjuksköterskeskola avskedades han då han hållit ett föredrag om sexualhygien. Som stadsläkare i Malmö försökte han åtgärda luftföroreningar från Skånska Cements fabrik i Limhamn i Malmö. Företagets direktör hotade Malmö kommun med att företaget skulle flytta till annan ort om man följde stadsläkarens rekommendationer.

#### Konflikt med läkarna
I fråga om judiska flyktingar mötte han motstånd från den svenska läkarkårens ledning. När en judisk ögonläkare efter Tysklands ockupation av Danzig måste lämna sitt hem och sökte arbete i Sverige, ville läkarkåren stoppa detta. När Medicinalstyrelsen 1939 planerade att bjuda in tio till tolv judiska specialläkare till Sverige protesterade delar av läkarkåren och hänvisade till arbetslöshet. Bollhusmötet, som arrangerades av studentkåren vid Uppsala universitet, var en del av kampanjen mot detta projekt. Till och med kungahuset ingrep; en dag kallades Höjer till regenten, kronprins Gustaf Adolf, med anledning av förslaget att Sverige skulle motta ett litet antal judiska läkare på flykt. ”Han bad mig bevekande att avhålla mig från förslag och gärningar, som kunde bringa enigheten inom det svenska folket i fara. Jag svarade vördsamt men bestämt – i bakgrunden lyssnade hovmarskalken – att jag givetvis inte ville öka regeringens svårigheter, men att jag fann det naturligt, om anvisningen i första hand riktades till antisemitiska kretsar. Det vore nesligt om Sverige skulle svika människor i fara. Kronprinsen upprepade sin varning. Jag förklarade mig skola ha den i minnet i fortsättningen, om mitt samvete tillät detta. Vi skildes utan vidare diskussion”. Även Höjers arbete för att öka antalet läkare i landet, bland annat importen av österrikiska läkare 1950, motarbetades av Läkarförbundet.